# Republicanismo em Barbados

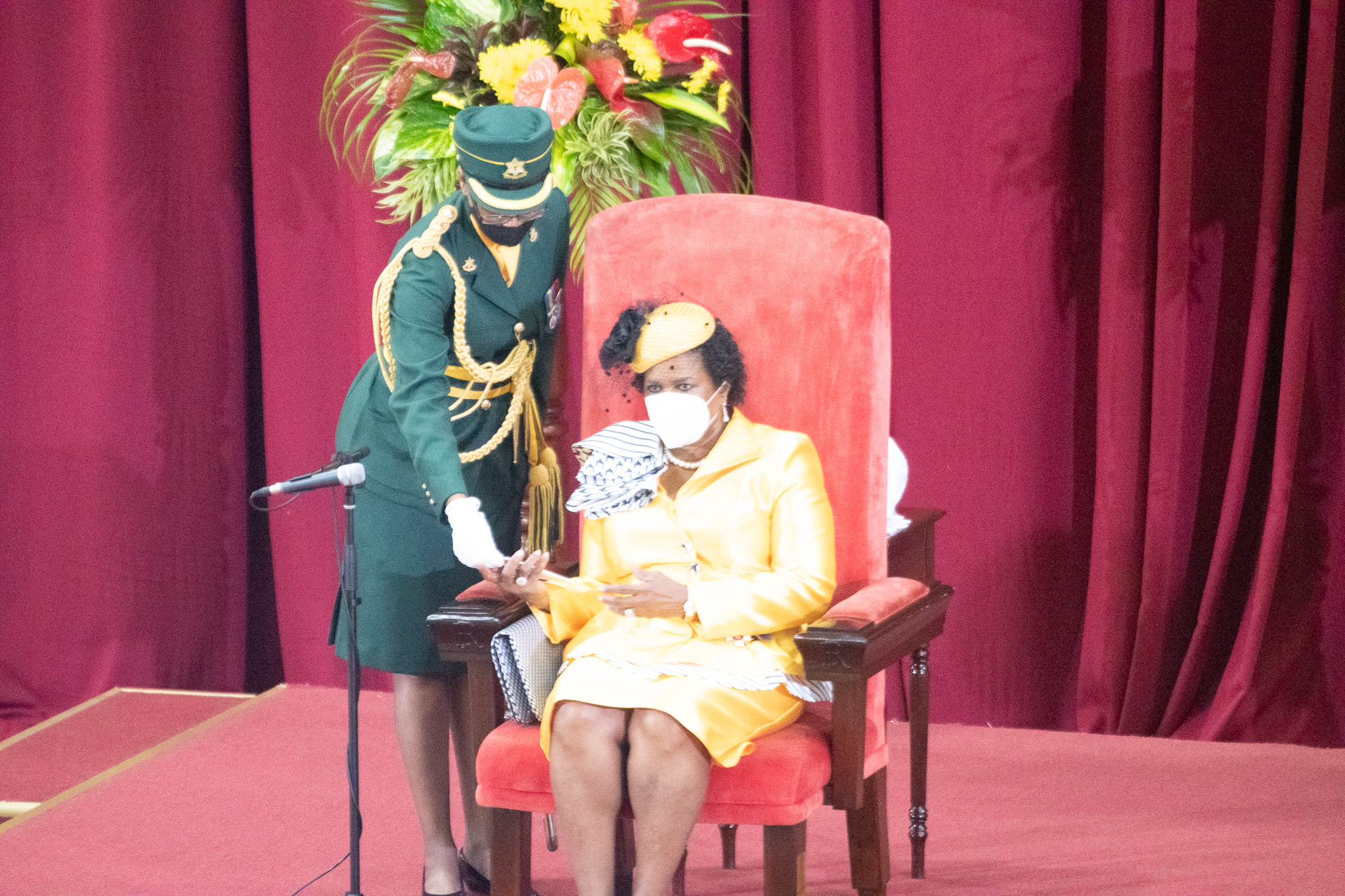
A Governadora-Geral Sandra Mason no discurso de abertura do Parlamento e do Trono, em 15 de setembro de 2020.

O republicanismo em Barbados começou em 30 de novembro de 2021, quando o país passou de uma monarquia constitucional parlamentar sob o monarca hereditário de Barbados, a Rainha Elizabeth II, para uma república parlamentar com um presidente eleito indiretamente como chefe de estado. O primeiro-ministro permaneceu como chefe de governo enquanto a última governadora-geral, Madame Sandra Mason, foi eleita como a primeira presidente do país em 20 de outubro de 2021 e tomou posse em 30 de novembro de 2021.

## História
Barbados se tornou um Estado-nação independente em 30 de novembro de 1966, tendo sido anteriormente uma colônia britânica. Como muitas outras antigas colônias, Barbados se tornou um reino da Commonwealth, com a soberana britânica, Elizabeth II, também servindo simultaneamente como Rainha de Barbados.

### Comissão de 1979
Em 1979, uma comissão de inquérito conhecida como Comissão Cox sobre a Constituição foi encarregada de estudar a viabilidade de introduzir um sistema republicano. A Comissão Cox chegou à conclusão de que os barbadianos preferiam manter a monarquia constitucional. A proposta de transição para um estatuto republicano não foi, portanto, levada a cabo.

### Comissão de 1996
O manifesto de 1994 do Partido Trabalhista de Barbados tratou da questão da república, propondo um referendo. Em conformidade com esta promessa, em 29 de outubro de 1996, foi nomeada uma Comissão de Revisão da Constituição, presidida por Henry de Boulay Forde, para rever a Constituição de Barbados.

A comissão elegeu Oliver Jackman, ex-diplomata e juiz da Corte Interamericana de Direitos Humanos, como seu vice-presidente. A comissão foi mandatada para:
| “ | 1. determinar a necessidade de manter o sistema monárquico de governo e fazer recomendações quanto à forma executiva de governo mais adequada para proteger a democracia parlamentar, os direitos e liberdades fundamentais dos [lei de nacionalidade de Barbados\|cidadãos]. 2. Aconselhar e fazer uma recomendação sobre a adequação ou não de manter o vínculo de Barbados com a Coroa. 3. Aconselhar e fazer uma recomendação sobre uma estrutura para a autoridade executiva de Barbados que seja mais adequada para proteger a independência e a autoridade do Parlamento e os direitos e liberdades fundamentais de seus cidadãos. | ” |

A comissão realizou audiências públicas em Barbados e no exterior. A comissão apresentou seu relatório em 15 de dezembro de 1998 e o submeteu ao então governador-geral, Sir Clifford Husbands. A comissão recomendou que Barbados adoptasse mais controles e equilíbrios, juntamente com um sistema de república parlamentar. Em 1999, o manifesto do Partido Trabalhista de Barbados propôs que as conclusões da comissão e a sua recomendação de que Barbados se tornasse uma república recebessem a atenção inicial do Governo.
Um Projeto de Lei de Referendo foi apresentado no Parlamento e teve sua primeira leitura em 10 de outubro de 2000. Com a dissolução do Parlamento pouco antes das eleições de 2003, o projecto de lei do referendo não foi aprovado.

### Referendo proposto em 2008
Em fevereiro de 2005, o Governo de Barbados anunciou a sua intenção de realizar um referendo sobre a questão da república. Apresentou um projeto de lei de referendo nesse mês. O projeto de lei foi aprovado como Lei do Referendo em outubro de 2005. A Lei não fixou uma data para o referendo, mas especificou que o “Dia do Referendo” poderia ser proclamado pelo governador-geral, não sendo superior a 90 dias e não inferior a 60 dias a partir da data da proclamação. A lei em si não poderia alterar a constituição de Barbados, porque, de acordo com a seção 49.1, é necessária uma maioria de dois terços do Parlamento para fazer quaisquer alterações.

De acordo com a Lei do Referendo de 2005, a questão a ser colocada era:
Você concorda com a recomendação da Comissão de Revisão Constitucional de que Barbados deve se tornar uma república parlamentar com o chefe de estado de Barbados sendo um presidente cidadão de Barbados?
Owen Arthur, como primeiro-ministro, declarou publicamente: "Deus nos livre, mas se Sua Majestade a Rainha Elizabeth morresse, se o Príncipe Charles e o Príncipe William morressem, eu teria uma dificuldade fundamental em jurar lealdade ao Rei Harry." O comentário foi feito logo após o Príncipe Harry ter comparecido a uma função pública fantasiado usando uma braçadeira nazista em janeiro de 2005.
Mia Mottley, que foi vice-primeira-ministra de Barbados, disse: "Acreditamos que ter um chefe de Estado barbadense é a coisa certa a fazer. Aceitamos que havia a preocupação de que o governo sozinho não deveria tomar essa decisão nos dias de hoje e, portanto, estamos comprometidos em expressar nossas opiniões ao público e fazer com que eles emitam um julgamento sobre isso." 
O referendo sobre a transformação de Barbados numa república estava planeado para ser realizado em agosto de 2008, próximo da época das eleições parlamentares. No entanto, foi noticiado em 2 de dezembro de 2007 que a votação seria adiada para uma data posterior.

### Proposta de 2015
Em 22 de março de 2015, o primeiro-ministro Freundel Stuart anunciou que Barbados adotaria uma forma republicana de governo "em um futuro muito próximo". Stuart disse em uma reunião de seu Partido Trabalhista Democrático:

"Não podemos nos gabar de termos conquistado a independência; de termos descolonizado nossa política; não podemos nos gabar de termos descolonizado nossa jurisprudência, desligando-nos do Comitê Judicial do Conselho Privado e explicando a qualquer um por que continuamos a ter um sistema monárquico. Portanto, o Excelentíssimo Errol Barrow descolonizou a política; Owen Arthur descolonizou a jurisprudência e Freundel Stuart vai completar o processo."
O secretário-geral do Partido Trabalhista Democrático, George Pilgrim, confirmou a medida e disse que ela deveria coincidir com o 50º aniversário da independência de Barbados em 2016. Segundo Pilgrim, a mudança seria implementada por meio de um projeto de lei que seria apresentado ao Parlamento de Barbados.
De acordo com a Constituição do país, é necessária uma maioria de dois terços no Parlamento para autorizar a mudança. O Partido Trabalhista Democrático tinha uma maioria de dois terços no Senado de Barbados, mas não na Câmara da Assembleia, onde precisaria do apoio do Partido Trabalhista de Barbados da oposição para aprovar a transição.

### Eventos e etapas de 2020 até a proposta final
O antigo Alto Comissário de Barbados no Reino Unido, Guy Hewitt, descreveu as "mudanças de percepção" da monarquia barbadiana em Barbados após o escândalo Windrush que levou o país a tornar-se uma república, apesar do escândalo ser um assunto britânico.

### Anúncio de setembro de 2020

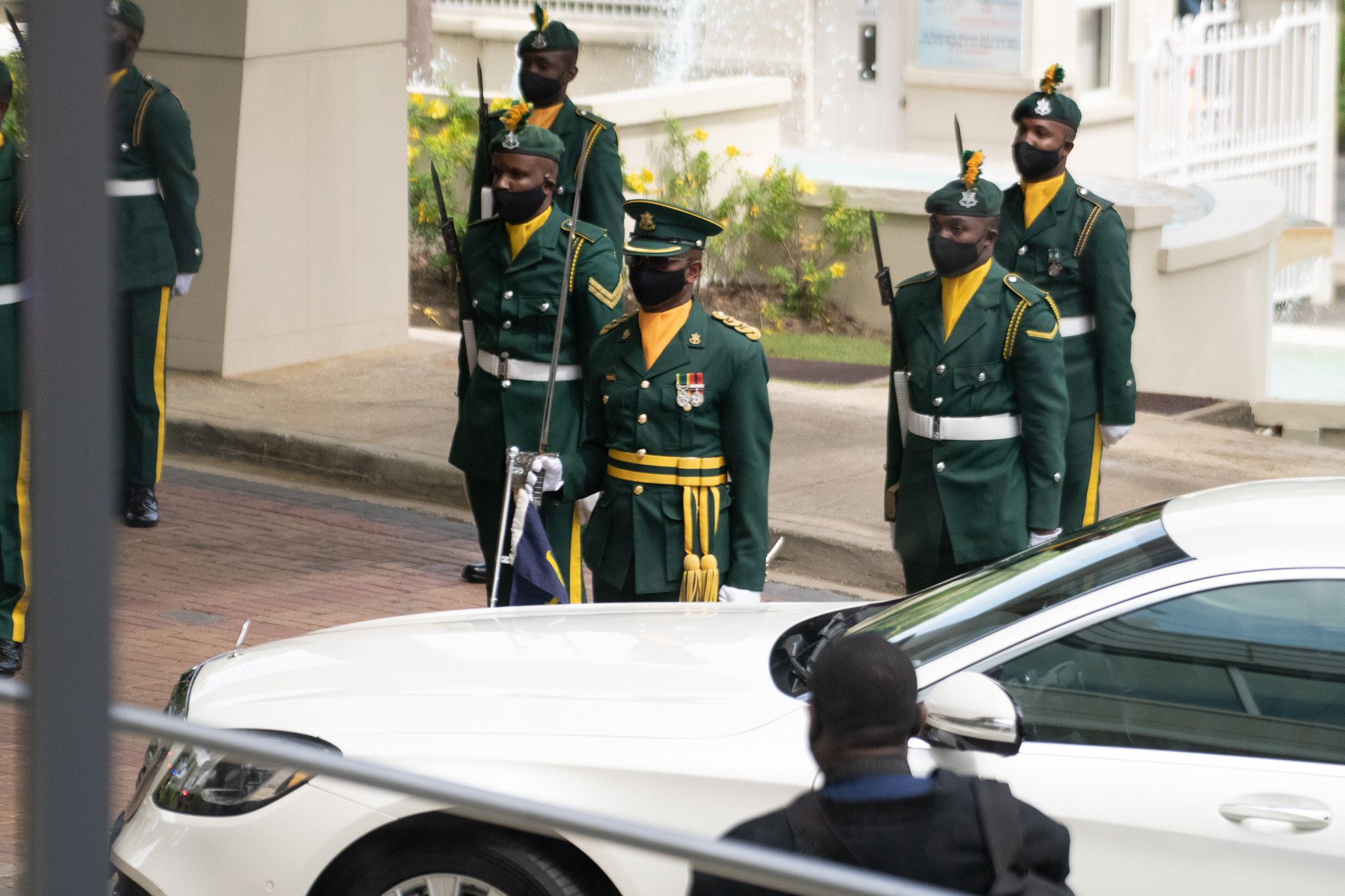
Guarda-de-honra barbadense no discurso de abertura do Parlamento e do Trono, em 15 de setembro de 2020.

Em setembro de 2020, o governo do Partido Trabalhista de Barbados da Primeira-Ministra Mia Mottley anunciou no seu Discurso do Trono que Barbados se tornaria uma república até novembro de 2021. O Partido Trabalhista de Barbados obteve uma maioria de dois terços em ambas as câmaras do Parlamento de Barbados (incluindo todos os assentos da câmara baixa, exceto um), o suficiente para aprovar uma emenda constitucional. Se o plano fosse bem-sucedido, isso significaria que Barbados deixaria de ser um reino da Commonwealth, mas manteria a filiação à Comunidade das Nações.
No Discurso do Trono de 2020, a Governadora-Geral de Barbados, Madame Sandra Mason, declarou: "[o] momento chegou para deixarmos completamente o nosso passado colonial para trás. Os barbadianos querem um chefe de estado barbadiano." O ex-primeiro-ministro Freundel Stuart também apoiou a ideia de Barbados se tornar uma república, assim como Hewitt, que declarou em uma entrevista que muitos barbadianos acreditam que o país deveria ter "um cidadão nativo como chefe de estado." Em 3 de junho de 2021, foi relatado em meios de comunicação barbadianos que o público em geral poderia enviar e-mails para enviar sugestões sobre a questão da república.
Em 27 de julho de 2021, o Dia de Significância Nacional em Barbados, Mottley anunciou que o Gabinete de Barbados havia decidido que Barbados se tornaria uma república parlamentar até 30 de novembro e aceitou as recomendações da Comissão Forde. Segundo a proposta, o presidente seria eleito por ambas as casas do parlamento para um mandato de quatro anos e seria elegível para um segundo mandato. O presidente teria poderes principalmente cerimoniais; o poder real continuaria a ser de facto investido no primeiro-ministro e no gabinete. As alterações à Constituição de Barbados deveriam ser feitas antes de 30 de novembro para facilitar a tomada de posse de um novo presidente nesse dia. A decisão de se tornar uma república sem realizar um referendo sobre a questão foi criticada.

### Emenda Constitucional de 2021
Em 20 de setembro de 2021, o Projeto de Lei de Emenda Constitucional (nº 2), de 2021, foi apresentado ao Parlamento de Barbados. Propôs as seguintes alterações à Constituição de Barbados:
- Todas as referências na lei de Barbados a Sua Majestade a Rainha, à Coroa e à Soberana devem ser lidas e interpretadas como referências ao Estado;
- Todas as referências aos "domínios de Sua Majestade" devem ser lidas e interpretadas como uma referência à Comunidade das Nações.
- Todas as referências ao Governador-Geral devem ser lidas e interpretadas como referências ao Presidente de Barbados;
- Todos os poderes do Governador-Geral foram transferidos para o Presidente;
- Alterar os juramentos oficiais de Barbados para remover as referências à Rainha;[33]
- Eleger o primeiro Presidente em uma sessão conjunta do Parlamento de Barbados até 15 de outubro de 2021, pela nomeação conjunta do primeiro-ministro de Barbados e líder da oposição com a pessoa eleita para assumir o cargo em 30 de novembro de 2021;
- Após o fim do mandato do primeiro presidente, os futuros presidentes serão eleitos por uma nomeação conjunta do primeiro-ministro e do líder da oposição ou, se não houver nomeação conjunta, por uma votação de ambas as casas do Parlamento de Barbados, onde é necessária uma maioria de dois terços;
- Presidente cumprirá mandato de quatro anos;
- Atribuir ao Estado todos os bens detidos pela Coroa;
- Atribuir todos os direitos e privilégios do Governador-Geral ao Presidente;
- Atribuir ao Estado as prerrogativas ou privilégios da Coroa ou do Soberano, observado o disposto na Constituição.

Em 28 de setembro de 2021, a Assembleia Legislativa de Barbados aprovou o projeto de lei (25–0). Em 6 de outubro de 2021, o Senado de Barbados aprovou o projeto de lei, o qual recebeu o consentimento real no dia seguinte.
Em 12 de outubro de 2021, a atual governadora-geral de Barbados, Madame Sandra Mason, foi nomeada conjuntamente pelo primeiro-ministro e líder da oposição como candidata à primeira presidência de Barbados, e posteriormente eleita em 20 de outubro. Mason tomou posse em 30 de novembro de 2021, em uma cerimônia que também contou com a presença de Charles, Príncipe de Gales. A Rainha Elizabeth II enviou uma mensagem de felicitações à Presidente Mason, dizendo: "Ao celebrarem este dia memorável, envio-lhes e a todos os barbadianos os meus mais calorosos votos de felicidade, paz e prosperidade no futuro."

## Opinião pública e reações
Na década de 1990, várias decisões judiciais dos juízes do Comitê Judicial do Conselho Privado Britânico, que procuravam restringir a prática da pena de morte nas Caraíbas, apesar do apoio substancial que lhe era prestado levaram a que alguns apelassem para que, se fosse necessário romper os laços com o Reino Unido para aplicar a pena de morte como forma de justiça, esse seria o caminho que o país (ou região) deveria seguir. Foram realizadas reuniões subsequentes a nível dos Chefes de Governo da Comunidade das Caraíbas (CARICOM), apelando à necessidade de substituir o Comitê Judicial do Conselho Privado Britânico e alargando o debate sobre outros aspectos dos laços que levaram aos apelos à criação de um Tribunal de Justiça das Caraíbas na região.
Em 2020, uma fonte do Ministério das Relações Exteriores de Barbados afirmou: "Amamos a Rainha e a família real e não temos problemas com elas. Mas precisamos aprender a nos governar. Vários membros da família real já estiveram em Barbados e serão sempre bem-vindos. Nossa busca por nos tornarmos uma república nasce da necessidade de nos alinharmos com o século XXI".
Sir Garfield Sobers, herói nacional de Barbados e ex-jogador de críquete, criticou a decisão do governo de se tornar uma república e disse: "A Rainha foi muitíssimo apreciada aqui. Será muito triste para muitos de nós. Foi um choque". Outros cidadãos questionaram a necessidade de mudança.
O líder da oposição, Joseph Atherley, criticou o momento da transição, enquanto Grenville Phillips II, o líder do Solutions Barbados, opôs-se à medida, pois foi sem o consentimento expresso do povo de Barbados e prometeu um referendo se eles ganhassem o poder. A personalidade da televisão britânica, Jeremy Clarkson, afirmou que a mudança marcou uma mudança de influência nos assuntos de Barbados do Reino Unido para a China.
No Canadá, uma monarquia constitucional e reino da Commonwealth, os membros do Parlamento pertencentes ao Partido Conservador cantaram o hino real do Canadá, "God Save the Queen", no parlamento em 1º de dezembro de 2021, ao rejeitarem uma moção do Bloc Québécois para felicitar Barbados por "renunciar à monarquia britânica".
Uma pesquisa de 2021 realizada pela Universidade das Índias Ocidentais entre 23 de outubro e 10 de novembro perguntou a uma amostra de 500 barbadianos de diversas origens suas opiniões após a transição e relatou algum grau de apoio, embora apenas 34% tenham demonstrado apoio total e 35% fossem indiferentes ou não se importassem. Quando perguntados especificamente sobre como se sentiam em ter seu próprio presidente ou chefe de estado, 51% responderam que queriam um chefe ou presidente eleito ou selecionado no país, enquanto 12% responderam que queriam manter a Rainha. No geral, houve um sentimento neutro em relação ao impacto da transição em Barbados, com 66% respondendo de forma neutra e 21% respondendo que o impacto será positivo. Entre todas as faixas etárias, o apoio à república foi mais forte entre aqueles com mais de 55 anos.

## Consequências

### Comissão de 2022
Em 20 de junho de 2022, uma Comissão de Revisão Constitucional foi formada e empossada pelo presidente interino Jeffrey Gibson (já que o presidente Mason estava em uma viagem ao exterior), para iniciar o processo de elaboração de uma nova constituição para a era republicana de Barbados. Atualmente, a projeção é que a nova constituição seja redigida até o final de 2024, com um prazo de 18 meses. Os 10 membros desta comissão incluíam:
- Christopher Blackman, um juiz aposentado do Tribunal de Apelação
- Adriel Brathwaite, ex-procurador-geral
- Kerryann Ifill, ex-presidente do Senado
- Gregory Nicholls, um advogado
- Sade Jemmott, um advogado
- Christopher De Caires, um empresário
- John Rogers, teólogo anglicano
- Sulieman Bulbulia, um ativista muçulmano
- Khaleel Kothdiwala, jovem ativista
- Mary-Ann Redman, presidente do Sindicato dos Professores do Ensino Médio de Barbados

Em 30 de setembro de 2024, a Comissão de Revisão Constitucional apresentou seu relatório ao Presidente Mason em uma pequena cerimônia após 27 meses de deliberações. Christopher Blackman, um dos 10 membros, disse: "O projeto de lei, que acompanha o relatório, expande as disposições da Constituição atual em mais de 50 por cento, com um aspecto notável sendo o Capítulo bastante expandido sobre Direitos e Liberdades Fundamentais. Isso levou à recomendação para o estabelecimento de uma Comissão de Direitos Humanos para Barbados. Embora a Comissão tenha recomendado a manutenção do status quo em relação a questões como o resultado eleitoral majoritário e a convocação de eleições à discrição do Primeiro-Ministro, foram propostas outras propostas que limitam os poderes do Primeiro-Ministro em matéria de nomeações e afins”. O relatório foi também submetido ao Gabinete do Primeiro-Ministro.
O relatório e o projeto de lei foram divulgados ao público em 21 de novembro de 2024 no sítio Web da Comissão de Reforma Constitucional para revisão pública, com uma decisão final sobre o relatório prevista para Janeiro de 2025.